# 雷塔斯孔
雷塔斯孔（西班牙語：Retascón），是西班牙阿拉贡自治区萨拉戈萨省的一个市镇。 总面积25平方公里，总人口81人（2001年），人口密度3人/平方公里。